# Ingenjör Andrées luftfärd
Ingenjör Andrées luftfärd é um romance semibiográfico de Per Olof Sundman centrado na expedição polar de S. A. Andrée de 1897. Lançada em 1967, a obra apresenta a primeira reavaliação pública da imagem de Salomon August Andrée, considerado até então um herói nacional na Suécia, e sua responsabilidade no fracasso da expedição, que resultou em sua morte e na de Nils Strindberg e Knut Frænkel.
O livro foi adaptado para as telas em um filme de 1982 dirigido por Jan Troell. 